# かもたつ
『かもたつ』は、嘉門タツオ（旧名・嘉門達夫）17枚目のオリジナル・アルバム。 
2000年1月21日にDAIPRO-Xから発売された。

## 概要
前作『お前はまちがっとる!』から8か月振りに発売。
47枚目のシングル「替え歌メドレードラゴン」と同時発売。

## 収録曲
1. 取り立て
2. イミナイ
作詞：嘉門達夫
3. ギャグパッケージ1
4. 俺だけかぁー
作詞・作曲：嘉門達夫
47枚目のシングルのカップリング曲。
5. ギャグパッケージ2
6. 地雷女
作詞・作曲：嘉門達夫
7. ギャグパッケージ3
8. いろんな事を言うヤツラ
作詞・作曲：嘉門達夫
9. ギャグパッケージ4
10. 替え歌メドレードラゴン
脚色：嘉門達夫、編曲：中町俊自
47枚目のシングル。
11. ギャグパッケージ5
12. 最悪
作詞・作曲：嘉門達夫
13. ギャグパッケージ6
14. ジミー&ハデー （こくまろタイプ）
作詞・作曲：嘉門達夫
アルバム「リゾート計画」に収録されているもののリメイク。
15. ビミョーにちがう
作詞・作曲：嘉門達夫
16. ギャグパッケージ7
17. シャケかお前は
作詞・作曲：嘉門達夫
18. なんでそうなるの
作詞・作曲：嘉門達夫
19. 童謡替え歌メドレー
脚色：嘉門達夫